# Баратинський Євген Абрамович
Євген Абрамович Баратинський (рос. Баратынский Евгений Абрамович; *19 лютого (2 березня) 1800, с. Вяжля — † 29 червня (11 липня) 1844, Неаполь) — російський поет. Навчався в пажеському корпусі в Петербурзі.
Оновив зміст і форму традиційної російської елегії, надав їй глибокого психологізму («Водоспад», 1821; «Дві долі» й «Освідчення», обидві — 1823; «Буря», 1824). В ліриці Баратинського відчутний вплив волелюбних настроїв, що панували в літературних колах, близьких до декабристів.
У поемі «Еда» (1826) Баратинський намагався всупереч романтичній традиції створити звичайні життєві ситуації й характери.
«Катерина» Тараса Шевченка має деякі спільні риси з «Едою» Баратинського. Шевченко згадав цей твір у повісті «Близнецы» поряд з «Катериною» і «Сердешною Оксаною» Григорія Квітки-Основ'яненка у зв'язку з долею героїні своєї повісті Якилини.
Українською мовою окремі вірші Баратинського переклали П. Грабовський («Зима», 1895) і П. Пилипович («Чому невільникам думки про волю милі?», «Мій хист малий, неголосний мій спадок», обидва — 1925). В Україні творчість Баратинського досліджували П. Пилипович, Н. Мазепа, Л. Фрізман.